# Blera humeralis
Blera humeralis är en tvåvingeart som först beskrevs av Samuel Wendell Williston  1882.  Blera humeralis ingår i släktet stubblomflugor, och familjen blomflugor. Inga underarter finns listade i Catalogue of Life.